# Khalil Ghanim
Khalil Ghanim Mubarak (arabe : خليل غنيم) (né le 2 novembre 1964) est un joueur de football international émirati, qui évoluait au poste de défenseur.
Son frère, Mubarak Ghanim, était également footballeur.

## Biographie

### Carrière en sélection
Avec l'équipe des Émirats arabes unis, il figure dans le groupe des sélectionnés lors de la Coupe du monde de 1990. Lors du mondial, il joue trois matchs : contre la Colombie, l'Allemagne et la Yougoslavie. 
Il dispute également les Coupes d'Asie des nations de 1984 et de 1988.
Il joue enfin 12 matchs comptant pour les qualifications des coupes du monde 1986 et 1990.